# Tennenbronn
Tennenbronn ist ein Stadtteil von Schramberg im Landkreis Rottweil in Baden-Württemberg.
Bis zum 30. April 2006 war der Ort eigenständig; die Eingliederung nach Schramberg wurde Anfang 2006 per Bürgerentscheid beschlossen. Tennenbronn ist damit die erste Gemeinde im Lande seit der Verwaltungsreform in den 1970er Jahren, die ihre Selbständigkeit aufgab.

## Geographie

### Geographische Lage
Tennenbronn liegt im Bernecktal südwestlich von Schramberg zwischen 460 und 943 m über dem Meeresspiegel. Die höchste Erhebung Tennenbronns und des Landkreises Rottweil ist die Brunnhölzer Höhe (943 m ü. M.). Der im Jahre 2006 zu Schramberg gekommene Ortsteil befindet sich am westlichen Zipfel des Landkreises Rottweil und grenzt – südlich – an den Schwarzwald-Baar-Kreis und westlich an den Ortenaukreis.

### Nachbargemeinden
Die Nachbargemeinden von Tennenbronn sind im Norden die Gemeinde Lauterbach, im Osten die Gemeinde Hardt, im Süden die Gemeinde Königsfeld im Schwarzwald (Ortsteil Buchenberg), im Südwesten die Stadt St. Georgen im Schwarzwald (Stadtteil Langenschiltach) und im Westen die Stadt Hornberg (Stadtteil Reichenbach).

## Geschichte
In einer Urkunde Papst Alexanders III. (1159–1181) für die Mönchsgemeinschaft St. Georgen vom 26. März 1179 tritt erstmals „Tennenbronn mit der Kirche“ in der historischen Überlieferung auf. Im Spätmittelalter wird zudem Besitz der Herren von Falkenstein und von Rechberg erkennbar, im 16. Jahrhundert hatten die Herzöge von Württemberg die Falkensteiner und St. Georgener Besitzteile inne, Tennenbronn war in einen evangelischen und einen katholischen Ort geteilt (Tennenbronner Vertrag 1558), wobei letzterer zur Herrschaft Schramberg bzw. zu Vorderösterreich gehörte. Evangelisch wurde die 1453 erbaute, 1901 abgebrannte spätgotische Kirche Unsere Liebe Frau, deren Vorgängerbau schon seit dem 12. Jahrhundert Mittelpunkt einer Pfarrei gewesen war. Im katholischen Ort wurde 1786 eine eigene Pfarrei gegründet, erst 1848 errichtete man dort auch eine Kirche (St. Johann Baptista). Die napoleonischen Veränderungen ließen die zwei Tennenbronner Orte 1805 württembergisch, 1810 im Grenzvertrag zwischen Württemberg und Baden badisch werden. Napoleon wollte bei seinen Heereszügen das Königreich Württemberg nicht durchqueren. Weil die Heeresstraße von Offenburg nach Konstanz auf der Benzebene die Gemarkung Tennenbronn streift, wurde Tennenbronn auf Befehl Napoleons dem Großherzogtum Baden zugeschlagen. Am 1. Oktober 1922 wurden Evangelisch- und Katholisch-Tennenbronn politisch zu einer Gemeinde vereinigt. Tennenbronn gehörte zum badischen Oberamt Hornberg, seit 1857 zum Oberamt Triberg, dann seit 1924 zum Bezirksamt bzw. Landkreis Villingen. Seit dem 19. Jahrhundert ist ein kräftiges Bevölkerungswachstum zu verzeichnen, mit Schwankungen von 1571 Personen im Jahr 1834 bis zu knapp 4000 Einwohnern heute. Die Markungsfläche beträgt 3501 ha.

### Eingemeindung nach Schramberg
Nachdem die Gemeinde zunehmend Schwierigkeiten hatte, die kommunale Infrastruktur zu finanzieren, wurde ab Sommer 2005 verstärkt die Aufgabe der kommunalen Selbständigkeit betrieben. Am 15. Januar 2006 stimmten die Bürger mit 61,61 % für die Eingemeindung nach Schramberg, die zum 1. Mai 2006 vollzogen wurde. Aus dem konservativen Umfeld der Gemeinde gab es dagegen erheblichen Widerstand. Damit war Tennenbronn seit 1977 die erste Gemeinde in Baden-Württemberg, die freiwillig ihre Selbständigkeit aufgab. Auch Schramberg hatte ein großes Interesse daran, weil die Stadt dadurch wieder über die wichtige Schwelle von 20.000 Einwohnern kam.

### Papsturkunde zur Ersterwähnung
Die Kontakte des 1084/1085 gegründeten benediktinischen Reformklosters Kloster Sankt Georgen im Schwarzwald gegenüber dem Papsttum waren im hohen Mittelalter sehr positiv. Eine Anzahl von Papstprivilegien, angefangen bei der Urkunde Papst Urbans II. (1088–1099) vom 8. März 1095, bezeugt dies. Auch unter dem St. Georgener Abt Mangold von Berg (1169–nach 1193/1194) sind eine Reihe von Papsturkunden an das Schwarzwaldkloster gelangt. Die wichtigste dieser Privilegien ist zweifelsohne die vom 26. März 1179. Dem Abt und den Mönchen von St. Georgen bestätigte Papst Alexander III. darin alle bisher erworbenen Rechte und Besitzungen. Neben der „römischen Freiheit“, der freien Abts- und Vogtwahl betraf dies insbesondere den Landbesitz und den Besitz von Kirchen und Klöstern an bestimmten Orten. Unter den aufgezählten Orten der Urkunde befindet sich auch Tennenbronn, das hier erstmals in schriftlichen Quellen erwähnt wird. Zum Ort Tennenbronn gehörte damals schon eine Pfarrkirche, Tennenbronn besaß also für sein Umland eine gewisse Mittelpunktsfunktion. Letzteres lässt darauf schließen, dass der Ort um einiges älter ist als die Ersterwähnung zu 1179 vermuten lässt.

## Politik
Tennenbronn ist seit dem 1. Mai 2006 Stadtteil der Großen Kreisstadt Schramberg. Neben einem Gemeinderat, der für Schramberg und deren Stadtteile Politik betreibt, verfügt Tennenbronn auch über einen Ortschaftsrat, bestehend aus 11 Mitgliedern. Der Vorsitzende des Ortschaftsrats ist der Ortsvorsteher. 
Die Ortschaftsratswahl am 25. Mai 2014 führte zu folgendem Ergebnis:
1. Freie Liste: 6 Sitze
2. CDU: 3 Sitze
3. BDU: 2 Sitze

## Ortsvorsteher
Seit der Eingemeindung im Jahr 2006 bis zur Verabschiedung in den Ruhestand am 1. Januar 2017 war Klaus Köser Ortsvorsteher von Tennenbronn.
Am 19. Oktober 2016 wurde Jürgen Heidemann zum neuen Ortsvorsteher der Ortschaft Tennenbronn gewählt und trat das Amt zum 1. Januar 2017 an. Er beantragte die Entlassung  aus dem Beamtenverhältnis und schied zum 31. August 2017 aus. 
Am 1. Januar 2018 trat Lutz Strobel seinen Dienst als Ortsvorsteher an. Am 9. Juli 2019 entzog der Ortschaftsrat von Tennenbronn Ortsvorsteher Lutz Strobel das Vertrauen und wählte ihn mit 2 Ja-Stimmen und 8-Nein-Stimmen von insgesamt 10 Stimmen als Ortsvorsteher ab.
Der Ortschaftsrat und der Gemeinderat beschlossen, den Status vom hauptamtlichen zum ehrenamtlichen Ortsvorsteher für Tennenbronn zu ändern. Im Juni 2020 wurde der stellvertretende Ortsvorsteher (seit 2019) Manfred Moosmann zum Ortsvorsteher von Tennenbronn gewählt, er trat das Amt im Juli 2020 an.

## Kultur und Freizeit

### Freibad
Tennenbronn betreibt ein beheiztes Freibad im Affentäle. 

### Vereine
Tennenbronn verfügt über ein reges Vereinsleben, neben zahlreichen Sportvereinen gibt es einige Musik- und Fasnachtsvereine.

## Persönlichkeiten
- Christian Günter (* 1993), Fußballspieler